# Koerdische Vrijheidsvalken
De Vrijheidsvalken van Koerdistan (officiële naam: Teyrebazen Azadiya Kurdistan, afgekort als TAK) is een Koerdische nationalistische militante groepering in Turkije. Door de NCTV wordt de ideologie van de groep geclassiffeerd als seperatistisch en nationalistisch terrorisme. De TAK streeft een onafhankelijke Koerdische Staat na.
De groepering beweert een afsplitsing van de PKK te zijn en onafhankelijk van de PKK te opereren. Volgens TAK gebruikt de PKK methodes die 'te humaan' zijn in 'de strijd tegen Turks fascisme'
Turkije maakt geen onderscheid tussen de TAK en de PKK en beschouwt de TAK als een dekmantelorganisatie van de PKK.
In tegenstelling tot de PKK, die vooral in Zuidoost- en Oost-Anatolië opereert, heeft TAK aangegeven overal in Turkije te opereren. Een van de hoofdtaken van de groepering is om de Turkse toerismesector schade toe te brengen, een sector die TAK beschouwt als financiering van de strijd tegen de Koerden.
TAK verstilde de operaties tegen Turkije in 2011, maar verklaarde weer actief te worden in 2015 nadat Turkije militaire operaties begon in Zuidoost-Anatolië.

## Aanslagen
Sinds 2004 heeft de TAK de verantwoordelijkheid opgeëist voor verscheidene aanslagen tegen zakelijke, gouvernementele en legale instituties. In het begin waren deze aanvallen klein, zoals niet-dodelijke bomaanslagen op publieke centra, die door de TAK beschreven werden als "waarschuwingsacties”. Echter, vanaf de zomer van 2005 werden deze acties dodelijk. Hieronder volgt een lijst van de aanslagen van de TAK in chronologische volgorde.
- Op 10 juli 2005 werden twintig mensen gewond, toen een bom ontplofte in de badplaats Çeşme.[4][5]
- Een week later werden vijf mensen gedood en meer dan tien mensen gewond, toen een bus werd opgeblazen in in de badplaats Kuşadası.[6][7][8][9]
- In 2006 mislukte een plot om een aanslag te plegen tegen een bus met juridische ambtenaren, die op 12 april 2006 zou plaatsvinden. Vijf leden van de TAK werden gearresteerd, toen het plot door de politie ontrafeld werd.
- De TAK eiste de verantwoordelijkheid op van een aanslag in 5 april 2006 op een districtskantoor van de AK-partij in Istanbul.[10]
- Op 31 maart 2006 wordt een persoon gedood en 13 anderen gewond, wanneer een bom ontploft in een vuilnisbak naast een busstation in het Kocamustafapasa district van Istanbul.[10]
- Op 28 augustus 2006 pleegde de TAK een bomaanslag op een toeristische badplaats van Marmaris. Er waren drie explosies, waarvan twee van bommen, die verstopt waren in een vuilnisbak.[8] In de badplaats van Antalya vielen 3 doden en 20 gewonden, toen een andere bom explodeerde. De laatste bom explodeerde in Istanboel, waar meer dan 20 mensen gewond raakten. Een andere aanslag wordt geclaimd te zijn verhinderd in de stad İzmir, toen bij een huiszoeking plastic explosieven gevonden werden.[11] De website van de TAK verklaarde de aanslagen als vergelding voor de gevangenneming van Abdullah Öcalan, de hoofdfiguur van de gewapende Koerdische nationalistische beweging.[12]
- Op 30 augustus 2006 werd de stad Mersin een aanslag gepleegd via een bom geplaatst in een afvalcontainer op de İnönü straat, waarbij een persoon gewond raakte.[13] De bomaanslag hield vermoedelijk verband met recente aanslagen door de TAK, hoewel ze niet de verantwoordelijkheid hebben opgeëist.[14]
- In juni 2010, blazen ze een militaire bus op in Istanbul, waarbij vier personen werden gedood, waarvan drie soldaten[15] en een 17-jarig meisje. Dit werd door waarnemers gezien als een hervatting van de guerrillaoorlog, welke een einde bracht aan het onofficiële bestand tussen de PKK en de overheid, die een jaar eerder een initiatief lanceerde door de Koerden meer burgerrechten te geven.[15]
- Op 31 oktober 2010 vond een zelfmoordaanslag met een bom plaats op het Taksimplein in Istanboel. De aanslagpleger werd hierbij gedood en 32 mensen raakten gewond, waarvan 15 politieagenten waren.[16] De TAK wordt hiervan aangemerkt als de vermoedelijke dader, hoewel ze niet de verantwoordelijkheid hebben opgeëist.[17]
- Op 20 september 2011 werden 3 mensen gedood en 34 mensen gewond bij een bomaanslag in Ankara. De TAK eiste de verantwoordelijkheid op.[18]
- Op 23 december 2015 werd de luchthaven Istanboel Sabiha Gökçen geraakt door een mortiergranaat, die afgevuurd werd door de TAK.[19]
- Op 31 december 2015 maakte de TAK de volgende mededeling, "De vechtstijl van de PKK is te humaan en dit verbindt ons niet. Wij zullen de oorlog over heel Turkije spreiden".
- Op 17 februari 2016 vond er in Ankara een aanslag plaats met een autobom, waarbij 28 doden en 61 gewonden vielen. De bom ontplofte in de regeringswijk, toen daar bussen met militairen voor een stoplicht stonden. Twee dagen later werd deze aanslag werd opgeëist door de TAK als vergeldingsactie voor de politiek van de Turkse president Erdogan. De groep kondigde meer aanslagen aan. "Wij waarschuwen alle toeristen die van plan zijn naar Turkije te komen." Volgens TAK is de toeristenindustrie van levensbelang voor "de vuile oorlog" die de Turkse regering voert tegen de Koerden. "Daarom is die industrie een belangrijk doelwit voor ons."[20]
- Op 13 maart 2016 werd er een autobom tot ontploffing gebracht in het Kizilay district van Ankara, waarbij 37 doden en meer dan 120 gewonden vielen. Hiervan eiste TAK op 17 maart 2016 de verantwoordelijkheid op.[21]
- Op 27 april 2016 blies een zelfmoordterrorist zich op in de stad Bursa, waarbij 13 mensen gewond raakten. Hiervan eiste TAK op 1 mei 2016 de verantwoordelijkheid op.[22]
- Op 7 juni 2016 vond er een zelfmoordaanslag plaats in Istanbul, waarbij 11 doden en 36 gewonden vielen. Het doelwit was een passerende politiebus op een drukke straat in het centrum. De TAK eiste de verantwoordelijkheid op liet op hun website weten dat “Turkije niet langer veilig voor buitenlandse toeristen” is.[23]
- Op 9 oktober 2016 vond er een bomaanslag plaats in het district Şemdinli. Een autobom ontplofte nabij een legerbasis waarbij 17 mensen omkwamen, onder wie 9 militairen. Er waren ook 27 gewonden.[24][25][26]
- Op 4 november 2016 ontplofte een autobom bij een politiebureau in de stad Diyarbakir, waarbij acht doden en zo'n honderd gewonden vielen. Onder de doden waren 2 politieagenten. De aanslagpleger kwam ook om het leven. De dag erna eiste de TAK de verantwoordelijkheid voor de aanslag op via hun eigen website.[27][28]
- Op 10 december 2016 vielen bij twee zware explosies in Istanboel minstens 44 doden en 155 gewonden. Onder de doden waren 30 politieagenten. Een autobom ontplofte en kort daarna blies een zelfmoordterrorist zichzelf op. De explosies deden zich voor in de omgeving van het stadion van de voetbalclub Beşiktaş. De dag erna eiste de TAK via hun website de verantwoordelijkheid voor de aanslag op. Verder deelden ze op hun website mee, dat ze met hun acties niet het volk willen raken maar de Turkse veiligheidstroepen.[29][30][31][32]
- Op 20 december 2016, eiste de TAK de verantwoordelijkheid op voor een aanslag in Kayseri gepleegd op 17 december 2016. Bij deze aanslag werd een autobom tot ontploffing gebracht, toen een bus met Turkse soldaten er langsreed. Hierbij kwamen 14 soldaten om en vielen er meer dan 50 gewonden.[33][34][35][36]
- Op 5 januari 2017 werd er een aanslag gepleegd met een bomauto voor het gerechtsgebouw in Izmir. Ook vond er een vuurgevecht plaats, waarbij twee daders, een politieagent en een juridisch medewerker overleden. Op 11 januari 2017 eiste de TAK de aanslag op.[37][38]